# Madonna di Trapani (Nino Pisano)
La Madonna di Trapani è una statua in marmo raffigurante una Madonna con bambino, opera attribuita a Nino Pisano.
Si trova nella Basilica santuario di Maria Santissima Annunziata a Trapani.

## Storia
Si vuole proveniente dalla Siria, di proprietà di un cavaliere templare pisano, che con la sua nave fu costretto ad approdare a causa di una tempesta a Trapani, e donata come ex voto al Senato cittadino.
Si ritiene sia sbarcata in città dopo il 1290, ed è venerata in tutto il Mediterraneo.

## Descrizione
La scultura in marmo pario o nasso, a grandezza naturale, pesa 1 200 chilogrammi ed è alta 165 cm. Alla sua sinistra sorregge il Bambin Gesù che guarda il volto della Madre. La Madonna invece ha lo sguardo rivolto verso i fedeli.
Sia Maria sia il bambino sono sormontati da una corona in oro.
Un restauro conservativo della statua è stato realizzato nel 2003, diretto dall'Opificio delle pietre dure di Firenze.

## Il culto

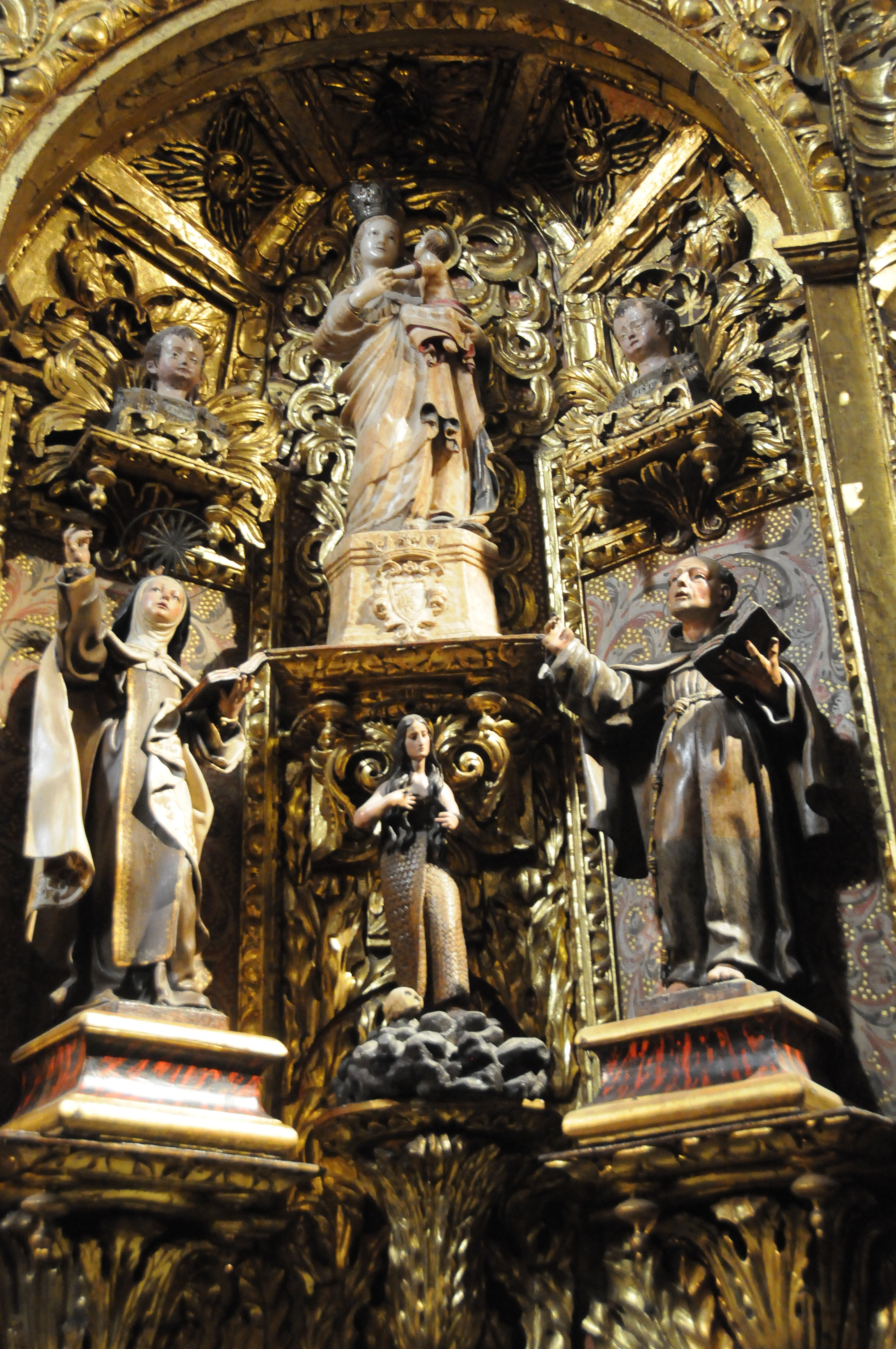
Copia della statua nella Cattedrale di Orense, in Spagna

La "Madonna di Trapani" fu coronata nel Capitolo Vaticano il 14 marzo 1734 e reinconorata per volere di Pio XII nel 1935.

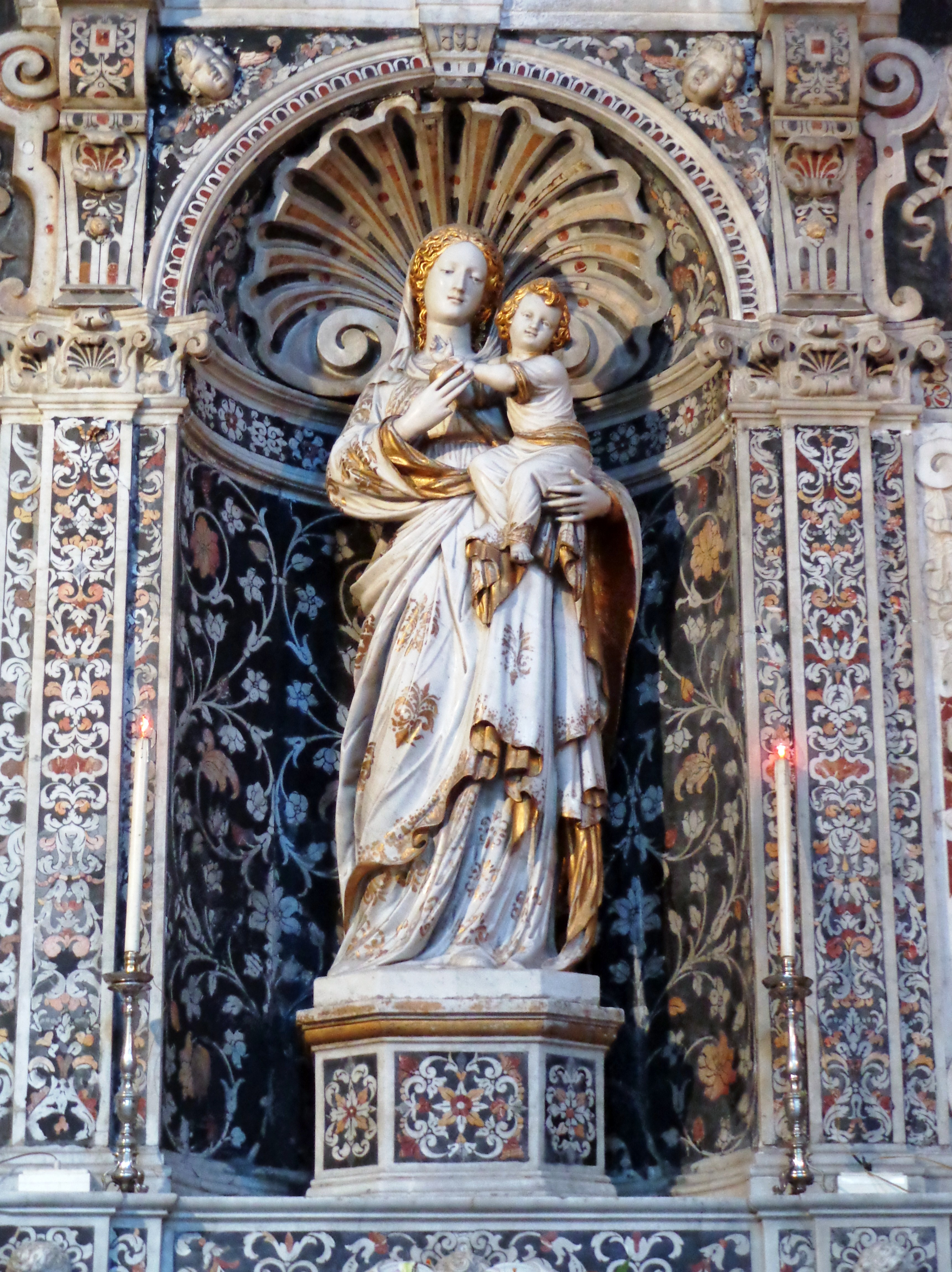
La Madonna di Trapani di Antonello Gagini nel convento dei Teatini a Palermo

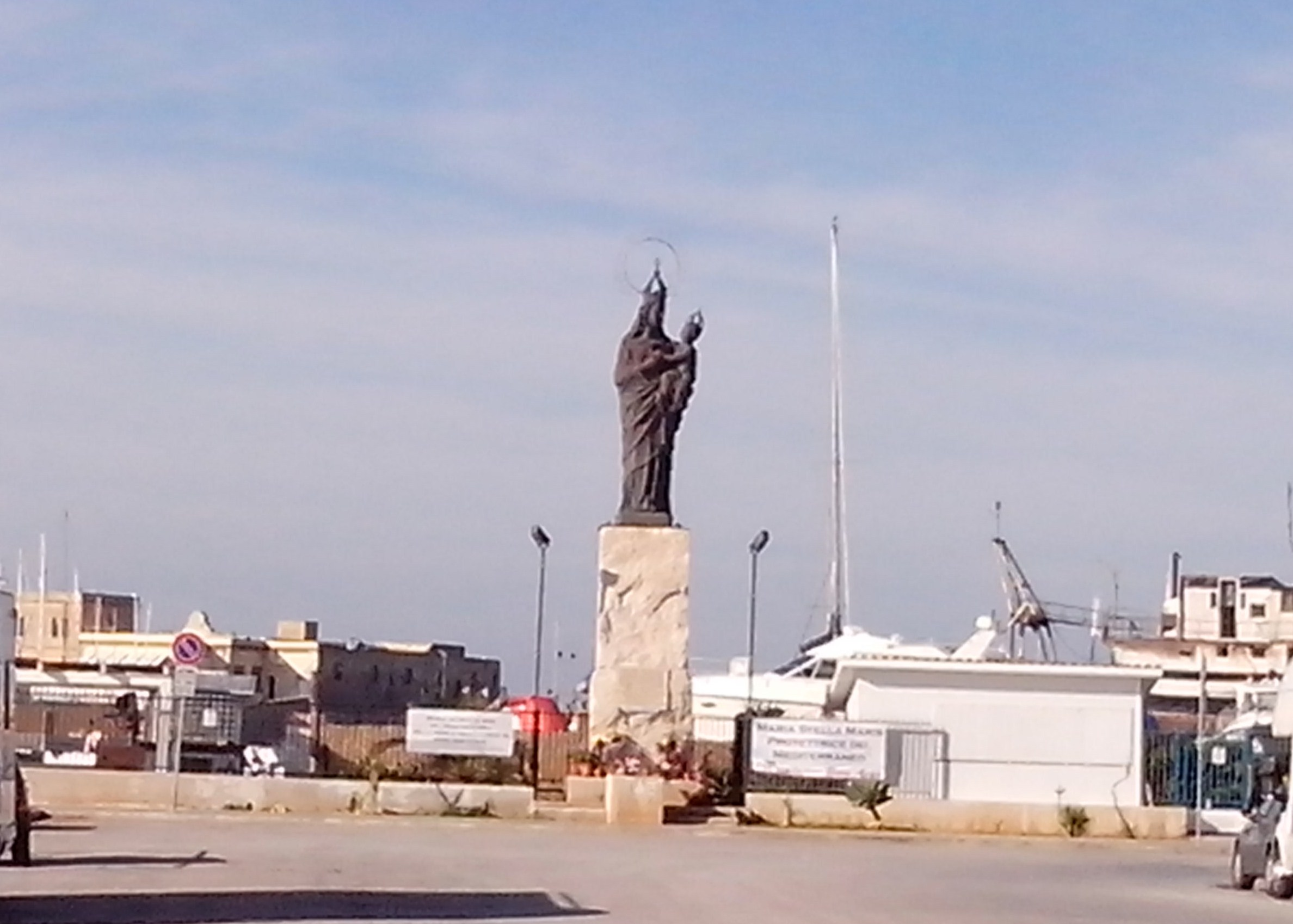
Statua in bronzo della Madonna di Trapani all'ingresso del porto

Il 16 agosto viene celebrata la festa della Madonna di Trapani, patrona principale della diocesi di Trapani e co-patrona della città di Trapani.
In questo giorno è stata portata in processione per 23 volte nel corso dei secoli. La prima volta nel 1527, l'ultima volta nel 1954. Da allora è stata sostituita con una copia in legno.
Il "tesoro della Madonna", con regali ed ex voto, è custodito nei locali dell'ex convento, oggi Museo regionale Agostino Pepoli.
La "Madonna di Trapani" oltre che nella provincia di Trapani, è venerata anche a Messina, Palermo, Palagonia, Capaci, Carini ,Cinisi, Mussomeli, Santa Lucia del Mela, Tonnarella e Terrasini. Una cappella dedicata alla Madonna di Trapani, realizzata nel 1678, è presente anche a Cagliari, nella chiesa trecentesca di San Bartolomeo, a Genova nel Santuario della Madonnetta.
Il culto fu esportato con successo in Spagna, soprattutto nei suoi territori meridionali. A Tenerife, si incontra una bella replica nel tesoro della Cattedrale di San Cristóbal de La Laguna e un'altra nel museo di arte sacra del Convento di Chiara d'Assisi.
A Siviglia si incontra poi quella che è la Virgen de Trapani più antica dell'Andalusia, che corrisponde alla primitiva Virgen del Carmen de Trapani. La statua in questione, originariamente custodita nella Casa Grande del Carmen, si trova oggi nella Chiesa parrocchiale di San Lorenzo.

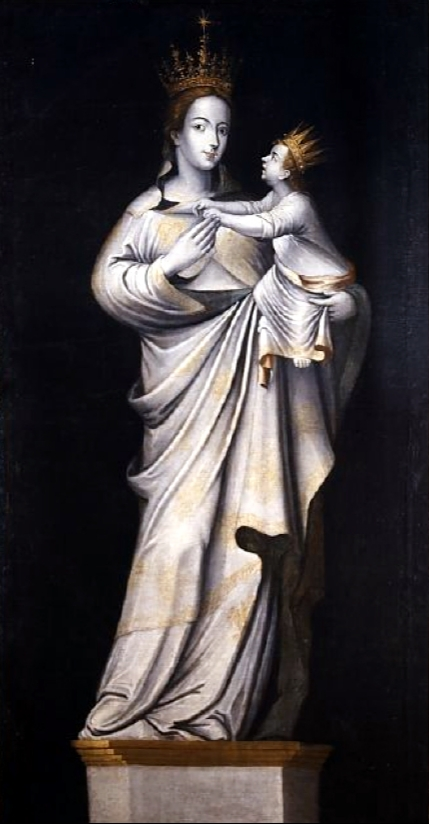
Madonna di Trapani, anonimo

Anche a Orense, in Galizia, nella cattedrale della città nella Cappella del Santo Cristo si incontra una bellissima copia alabastrina della Madonna di Trapani, conosciuta con il nome di Nuestra Señora la Blanca.
All'estero è venerata anche a Marsiglia e a Tunisi. Una chiesa le è dedicata a La Goulette.

### La festa
Dal 1º agosto vi è la "quindicina" in onore della Madonna di Trapani che coinvolge i pellegrini, che si recano ogni giorno al santuario per 15 giorni consecutivi dove pregano, e toccano la statua della Madonna.
La festa si conclude il 16 agosto, giorno della festa della patrona principale della diocesi di Trapani e co-patrona della città di Trapani. Viene celebrata dal vescovo una messa in basilica e con un pontificale in cattedrale, cui segue una processione per le vie del centro storico, con una copia in legno della statua originale custodita nel santuario, e i tradizionali fuochi d'artificio al porto.